# Antillón
Antillón település Spanyolországban, Huesca tartományban. Antillón Sesa, Blecua y Torres, Angüés, Pertusa és Salillas községekkel határos. Lakosainak száma 126 fő (2024).

## Népesség
A település lakosságának változását az alábbi diagram mutatja:
| Lakosok száma | 161  | 163  | 165  | 156  | 146  | 153  | 155  | 140  | 137  | 126  |
|               | 2001 | 2004 | 2006 | 2009 | 2011 | 2014 | 2016 | 2019 | 2021 | 2024 |